# Bucks Fizz
Bucks Fizz este o formație pop britanică, formată în 1981 cu ocazia celei de-a XXV-ea ediții a Concursului Muzical Eurovision. Au câștigat acel concurs cu piesa „Making Your Mind Up” și au avut în continuare o evoluție reușită pe scena muzicii pop. Cei patru membri originali ai formației au fost Bobby G, Cheryl Baker, Mike Nolan și Jay Aston, toți fiind blonzi.
| Premii                   | Premii                                            | Premii                   |
| ------------------------ | ------------------------------------------------- | ------------------------ |
| Predecesor: Johnny Logan | Câștigător al Concursului muzical Eurovision 1981 | Succesor: Nicole Hohloch |

1. ↑   https://eurovisionworld.com/eurovision, accesat în 4 februarie 2025 Lipsește sau este vid: |title= (ajutor)